# Reffelsprickling
Reffelsprickling (Hysterium pulicare) är en svampart som beskrevs av Christiaan Hendrik Persoon 1794. Reffelsprickling ingår i släktet Hysterium och familjen Hysteriaceae.  Arten är reproducerande i Sverige. Inga underarter finns listade i Catalogue of Life.